# Le Proscrit (film, 1912)
Pour les articles homonymes, voir Le Proscrit.
Pour plus de détails, voir Fiche technique et Distribution.
Le Proscrit est un film muet français réalisé par Louis Feuillade, sorti en 1912.

## Fiche technique
- Titre : Le Proscrit
- Réalisation : Louis Feuillade
- Scénario : Louis Feuillade
- Société de production : Société des Établissements L. Gaumont
- Pays de production :  France
- Langue : film muet avec les intertitres  en français
- Format : Noir et blanc — 35 mm — 1,33:1 — Muet
- Métrage : 1 146 mètres
- Genre : Film dramatique
- Durée : 38 minutes et 10 secondes
- Date de sortie :
  - France : mai 1912

## Distribution
- Renée Carl : la reine de Messénie
- Yvonne Dario : Denise Marvel
- Paul Manson : le général Dimitriki
- René Navarre : le détective Jean Dervieux
- Marthe Vinot
- Maurice Vinot : le prince Georges de Messénie